# Historia Mrzeżyna

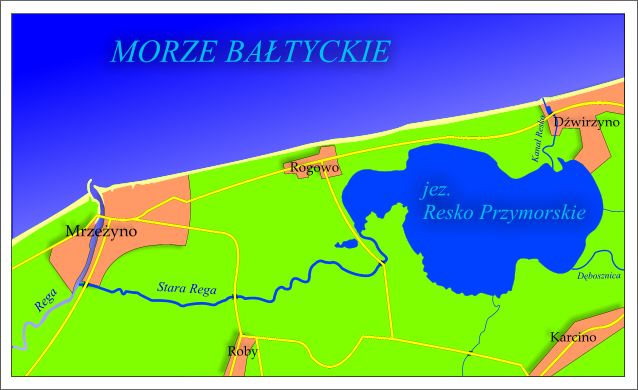
Mapa przedstawiająca okolice Mrzeżyna

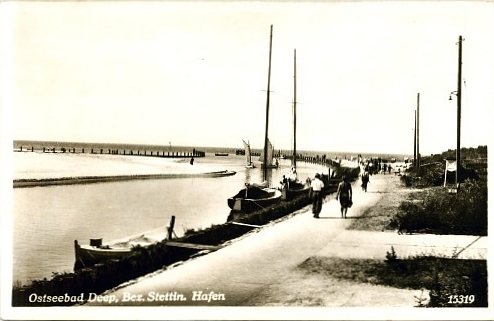
Ujście Regi w Mrzeżynie przed II wojną światową

Mrzeżyno – osada rybacka nad Morzem Bałtyckim położona w dolnym biegu rzeki Regi. Historia osady i jej portu morskiego jest ściśle związana, z historią miasta Trzebiatów. W XIII wieku, gdy Trzebiatów otrzymał prawa miejskie, Rega uchodziła do morza przez jezioro Resko Przymorskie, około 4 km na wschód od obecnego ujścia. Przy ówczesnym ujściu położona była wieś rybacka Regoujście, o której pierwsza wzmianka pojawiła się w dokumencie z 1250 r. Regoujście liczyło w tym czasie około 300 mieszkańców. Była tam również jedna z pierwszych latarni morskich na południowym brzegu Bałtyku.
W latach 1945–1954 Mrzeżyno było siedzibą gminy, na czele której stała Gminna Rada Narodowa. Następnie gminy zostały podzielone na gromady. Od 1973 r. Mrzeżyno należy administracyjnie do gminy Trzebiatów.

## Średniowiecze
Ówczesna osada należała do posiadłości ziemskich klasztoru w Białobokach (niem. Belbuck). Pierwszy dokument dotyczący tego miejsca pochodzi z 1264 r., gdy książę Warcisław III podarował klasztorowi wieś nad Regą wraz z przyległym do niej morzem. W dokumencie z 1270 r. książę Barnim I nakazał rycerzowi Przybysławowi – odstąpienie na rzecz klasztoru w Białobokach odcinek rzeki Regi, wraz z przyległymi do niej brzegami za sumę 300 marek. Wyłączone miały być z tego świadczenia, przysługujące podkomorzemu Bispraw, dziesięciny na rzecz biskupa i dziesięciny na rzecz wikarii Cammin (Kamień Pomorski) od karczmy i promu. Dzięki zapisom źródłowym potwierdzone zostało, że wspomniany teren był własnością rycerza Przybysława. W 1306 r. Bogusław IV nadał klasztorowi u ujścia Regi i jego mieszkańcom przywilej celny (wolność celną) na rzece Redze. W 1329 r. wieś Regoujście i jezioro Resko Przymorskie zostały wspomniane w wykazie klasztornym. Mieszkańcy Trzebiatowa utrzymywali port Regoujście. Do ich zadań należało usprawnianie i zachowywanie w dobrym stanie portu. Port Regoujście pod zarządem miasta Trzebiatów rozwijał się szybko, konkurując skutecznie z najbliżej położonym portem w Kołobrzegu. Od 1416 r. trzebiatowscy kupcy przystąpili do Związku Hanzeatyckiego w Lubece, co podniosło ich obroty w handlu morskim.
Sąsiedni mieszczanie z Kołobrzegu i Gryfic bacznie obserwowali prosperujące miasto. W 1456 r. kołobrzeżanie zatopili u ujścia Regi stare statki załadowane kamieniami, blokując w ten sposób wejście do portu. Prądy morskie i piasek spowodowały, że portu nie przywrócono do stanu świetności. Port przestał odgrywać znaczącą rolę w regionie. W 1457 roku trzebiatowianie przy współpracy klasztoru przekopali nowe, skrócone koryto rzeki Regi (z pominięciem jeziora Resko) w okolicy dzisiejszego Mrzeżyna i założyli tam nowy port. Konflikt z Kołobrzegiem przybrał ponownie na sile. W 1497 r. kupiectwo Trzebiatowa poniosło dotkliwą stratę, podczas silnego sztormu, kiedy znaczna liczba ich statków, zakotwiczonych na redzie Mrzeżyna – została zatopiona.
W 1499 r. zawarte zostało między Trzebiatowem a opactwem klasztoru w Białobokach porozumienie, w myśl którego miasto otrzymało zezwolenie na przeprowadzenie przez ziemie należące do klasztoru grobli portowej do ujścia Regi. Klasztor obiecał miastu także pomóc przy budowie portu, wynoszącą 60 fur kamienia rocznie. Na mieszkańców nałożono ciężary podatkowe. Osadnicy połowę opłat odprowadzali na rzecz miasta, zaś drugą – na rzecz klasztoru. Wybudowany port posiadał silne umocnienia.
W 1500 r. przy nowym ujściu Regi zamieszkiwał tylko karczmarz (w 1457 r. na wcześniej przekopanym ujściu powstała przeprawa (prom) z karczmą). Okres ten jest zbliżony z założeniem osady Mrzeżyno. W 1538 r. mieszkało już 19 gospodarzy, a w 1587 r. dwudziestu czterech. W 1668 r. sprowadzono do Mrzeżyna sokolnika. Port w Mrzeżynie stał się znaczącym, dzięki kupcom z Trzebiatowa, którzy prowadzili handel morski. Wysyłali oni drewno, płótno i zboże, a sprowadzali konopie, len, siemię lniane, skórę, śledzie i wino.

## Nowożytność

Mapa regionu z 1905 roku

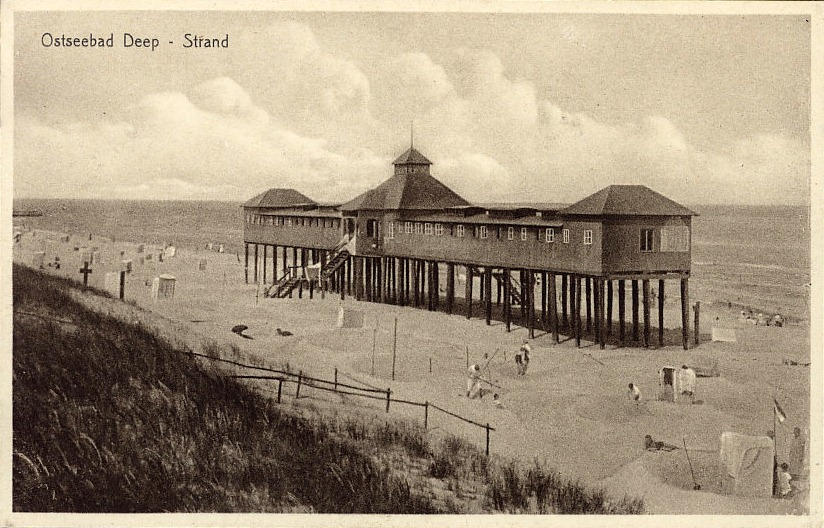
Przedwojenna plaża w Mrzeżynie niedaleko portu

W 1712 r. handlem morskim zajmowało się 9 kupców trzebiatowskich, posiadających własne statki. W 1775 kupiec Wesenberg wybudował w Treptower Deep statek. Od 1770 nowe Deep stało się z powodu zapiaszczenia – niedrożne dla większości statków, które były zmuszone stawiać kotwice na redzie.
W XVII w. częste były zatargi pomiędzy Deep i Robe (Roby), których przedmiotem był spór o prawo do wypasu bydła na okolicznych pastwiskach. W Deep wskutek wspomnianych powyżej zawiesin piaskowych, powstał niedostatek pastwisk, wskutek czego klasztor polecił wsi Triebs (Trzebusz) i Robe poczynić pewne ustępstwa na rzecz mieszkańców Deep (Mrzeżyno). Źródła z roku 1734 wspominają istnienie 39 gospodarstw. W tym samym czasie na zachodnim brzegu Regi osiedlali się chłopi małorolni. W 1784 r. wioska rybacka Deep była podzielona rzeką Rega na wschodnią Ost-Deep i zachodnią West-Deep część, licząc włącznie z nauczycielem 61 kominów (zabudowań). Ost-Deep był położony bardzo nisko. Liczył 24 rybaków, z sołtysem włącznie. West-Deep leżał na wydmach ku zachodowi i liczył wraz z podleśniczym – 18 gospodarstw. W 1816 r. chłopi małorolni stali się dzierżawcami wieczystych upraw rolnych, a w 1832 r. jego właścicielami. Ludność wsi zakupiła w latach 1854, 1855 i 1859 działki budowlane na ziemi należącej do wspólnoty wsi. Ten proces był początkiem powstania w Deep zdrojowiska morskiego. Wieś chłopów małorolnych – Deep-West, wybudowana na wydmach na lewym brzegu Regi, składała się wtedy z 23 zagród. Tuż przy West Deep leżała leśniczówka Heidchof, podlegająca pod leśniczówkę Gronhaus.
Ost i West-Deep zawarły polityczne przymierze przyjmując nazwę Treptower Deep, dla odróżnienia się od Kolberger i Kosliner Deep. Wspólnota ta liczyła 430 mieszkańców. Ziemie i łąki, szczególnie należące do chłopów małorolnych, były często zalewane przez rzekę, dlatego gospodarstwa miały trudności, w codziennym utrzymaniu. Podobne trudności przedstawiało rybołówstwo na Morzu Bałtyckim, które było mało wydajne, a połowy zbyt małe. Pojawił się wówczas pomysł dodatkowego zarobkowania, poprzez wynajem kuracjuszom pokoi noclegowych nad morzem. Zbudowany został w tym celu klub z szynkiem i restauracją. Spowodowało to poprawę warunków życia w Deep.

### Ówczesny port
U ujścia rzeki w West-Deep położone były warsztaty szkutnicze. Między innymi w roku 1781 zbudowano tam żaglowiec Marie Charlotte wartości 13 tys. talarów, a w roku 1802 galeon Atalanta, wartości 10 tys. talarów. Nastąpiło chwilowe ożywienie działalności portu. W kolejnych latach XIX w. nastąpiły zmiany klimatyczne, które doprowadziły do upadku portu. Fale morskie atakowały coraz energiczniej urządzenia portowe w Mrzeżynie, a kupiectwo trzebiatowskie ubożało i nie było już w stanie finansować kosztownej jego odbudowy. O wielkości portu mrzeżyńskiego świadczą resztki zniszczonych falochronów, które w roku 1861 były widoczne, gdy morze, prawdopodobnie na skutek niskiego stanu wody, odsłoniło około 200 metrów dna. Okazało się, że falochrony te były o dwie stopy dłuższe od ówcześnie budowanych w Kołobrzegu.

## Wiek XIX
Miejscowość zaczęto rozwijać w stylu nadmorskiego kurortu (po 1800 r.). Od roku 1806 rozpoczął swoją działalność w Mrzeżynie pierwszy Dom Zdrojowy nad Bałtykiem; od roku 1840 Mrzeżyno było już znanym kąpieliskiem morskim. Jednym z pierwszych kuracjuszy, zażywających w 1807 r. kąpieli morskich był zwycięzca bitwy pod Waterloo, pruski generał Blücher i jego oficerowie, a później Otto von Bismarck. W Trzebiatowie ukazywała się od 1843 podczas sezonów kąpielowych gazeta Deeper Strandläufer (pol. Goniec Plażowy). Na terenach kąpieliska urządzono również dyrekcję i kasę. Plaża, ujście Regi z możliwością uprawiania żeglarstwa, wioślarstwa i wędkarstwa oraz okoliczny bór sosnowy, były czynnikami, dla których miejscowość stała się miejscem nadmorskiego wypoczynku. W 1857 r. lista kuracjuszy zawierała 228 nazwisk. W następnych latach liczba ta wahała się w granicach od 200 do 300 osób rocznie.
W drugiej połowie XIX w. rząd pruski rozważał poważniejszą rozbudowę portu w Mrzeżynie. Plan ten jednak nie doczekał się realizacji. W latach 1873–1884 ponownie zmiany klimatyczne zagroziły tutejszej wsi. Potężne sztormy z północnego zachodu, połączone ze spiętrzeniem wód Bałtyku spowodowały zalanie całej wioski i przyległych nizin.

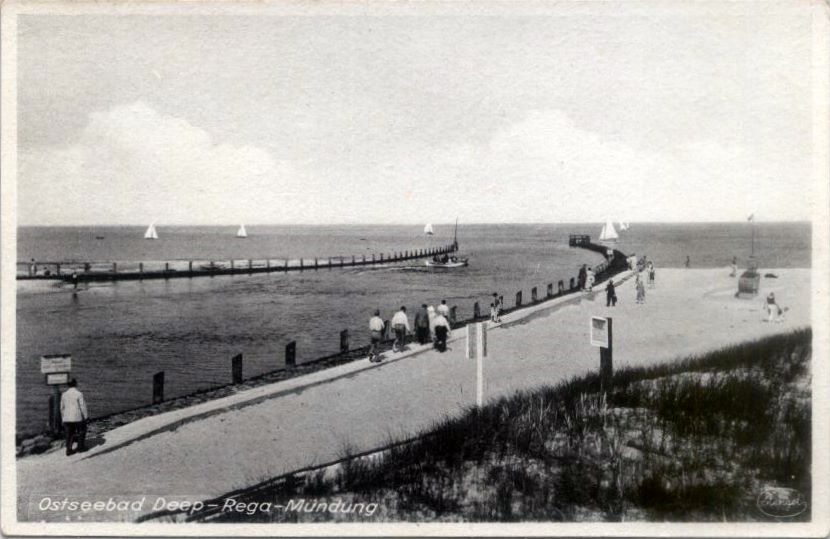
Przedwojenna pocztówka przedstawiająca ujście portu w Mrzeżynie

## Początek wieku XX
W 1912 przez wieś Roby poprowadzono linię kolei wąskotorowej, biegnącą do Mrzeżyna, a później do Kępy Nadmorskiej (obecne okolice wsi Rogowo). Otworzenie komunikacji kolejowej spowodowało większe zainteresowanie kurortem. Liczba gości w 1913 r. wyniosła 2379 osób. Połączenie kolejowe także zwiększyło liczbę tzw. „gości jednodniowych”, którzy przybywali tu tylko aby zażyć kąpieli morskiej. Deeper Strandlufer odnotował, że już o 6. rano chodzili zażywać kąpieli panowie. Następnie grali w karty i czytali gazety. Panie z kąpieli korzystały pomiędzy godzinami 8. a 10., potem zaś wracały do ośrodków. Po godzinie 16. wszyscy spotykali się, by wspólnie spędzać czas. W soboty i niedziele odbywały się bale. Dla tych, którzy lubili spacerować po lesie, atrakcją był sokoli gaj na zachodnim brzegu. W roku 1924 zanotowano 415 stałych mieszkańców i 2245 letników.

### Lyonel Feininger w Mrzeżynie
W latach 1924–1935 przebywał tu amerykański malarz niemieckiego pochodzenia, Lyonel Feininger. Artysta chcąc uwiecznić w swych pracach statki płynące w kierunku Świnoujścia i Heringsdorfu wybrał Mrzeżyno jako punkt swoich obserwacji. Jednak po przyjeździe do niewielkiej, nadmorskiej miejscowości ich nie zobaczył. Odkrył natomiast urok i atmosferę rybackiej osady. Sosnowe lasy, wydmy, szerokie plaże, błękit nieba i Bałtyku. Miejscowość zafascynowała go na tyle, że przyjeżdżał tu w każde wakacje wraz z rodziną. Wielokrotnie obiecywał sobie, że do Mrzeżyna nie przyjedzie powtórnie, jednak zawsze tutaj wracał. Rodzina Feiningerów zatrzymywała się w nieistniejącym już dziś „Wald – Hotel”, położonym w Zachodnim Mrzeżynie. Artysta malował nie tylko nadmorskie krajobrazy. Odkrył także pobliski Trzebiatów, Kołobrzeg, Kamień Pomorski, Gryfice i inne okoliczne wioski. Ostatni raz Feininger przyjechał do Mrzeżyna w 1935 roku. Ze względu na żydowskie pochodzenie swojej żony Julii i panujące nastroje nazistowskie w Niemczech, malarz nie chciał ryzykować jej bezpieczeństwa.
Ponadto zmieniła się także miejscowość. Niemcy rozpoczęli bowiem budowę dużej jednostki wojskowej, usytuowanej w sosnowym lesie. Dawną, malowniczą kładkę zastąpił betonowy most. Pomimo tego, że Feininger do Mrzezyna nie powrócił już nigdy, Mrzeżyno miało wpływ na jego późniejszą twórczość, ponieważ powstałe wcześniej szkice wykorzystywał podczas malowania późniejszych obrazów.

## Przed II wojną światową
Duża zmiana nastąpiła w Deep w 1935 r., wraz z powstaniem poligonu West-Deep i lotniska w Kamp. Wcześniej Deep było niedostępne od strony lądu wiosną i jesienią, co uległo zmianie po wybudowaniu drogi. Poprzez budowę koszar i innych urządzeń wojskowych nastąpił szybki rozwój miejscowości. W lecie 1936 r. rozpoczęły się na poligonie strzelania ćwiczebne artylerii przeciwlotniczej. Ćwiczący na poligonie żołnierze spowodowali wzmożenie ruchu w kurorcie. Personel wojskowy wymagał budowy osiedla mieszkaniowego. W 1935 r. w 104 domach mieszkalnych mieszkało 470 osób, a w 1939 r. liczba mieszkańców wzrosła do 2072 osób.
Dzisiejsza jednostka wojskowa stacjonuje w miejscu, gdzie Niemcy stworzyli Ośrodek Szkolenia Czołgistów. Jego budowę rozpoczęto w 1936 r., a ostatni budynek powstał w roku 1940. W jednostce szkoliło się jednorazowo blisko 4 tysiące niemieckich czołgistów. Za Regą widoczne jest osiedle mieszkalne. Wille wśród zieleni zbudowano dla kadry niemieckiej, ale budynki z wielkiej płyty to dzieło powojenne. Po zbombardowaniu Peenemünde (w październiku 1943 r.). Niemcy rozmieścili w Zachodnim Deep 22 stanowiska broni rakietowej V2. Pozostałością po nich są podstawy betonowe, widoczne czasami po wielkich sztormach. Należy wspomnieć, że na terenie jednostki w obecnym budynku Izby Chorych mieściła się izba porodowa organizacji Lebensborn. W czasie wojny na tym terenie szkoliły się w koszarach oddziały pancerne Panzerwaffe.
Na terenie jednostki uwagę zwraca mozaika, umieszczona na budynku sztabu. Przedstawia nagich wojowników germańskich. Próby jej zniszczenia nie powiodły się. Mozaikę można oglądać do dzisiaj. Godny uwagi jest również budynek z wysoką wieżą dawniej pralni. Prano tutaj większość rzeczy żołnierzy z jednostek wojskowych od Świnoujścia do Koszalina. Pralnia działała do początku 1945 r.
Nad morzem na wydmach Niemcy stworzyli ogród dendrologiczny. Rosną tutaj daglezje, jodły, czy paproć orlica. Drzewa spowija bluszcz pospolity i wiciokrzew pomorski. Stąd też bierze się bogactwo roślinności na tym terenie, ochraniane do tej pory przez wojsko. Przez teren jednostki prowadzi poniemiecka droga o długości 11 kilometrów. Biegnie ona równolegle do linii brzegowej morza. Droga ta została utwardzona kostką granitową, co chroniło ją przed gąsienicami czołgów.
W 1939 r. w Deep było 75 właścicieli ziemskich, wśród których przeważali Ollhoffowie. Spotyka się też prawie wszystkie nazwiska z poprzednich stuleci. Najstarsze rodziny zamieszkujące ówczesne Deep to: Kemp, Runie, Blank, Wachs, Treu, Ollhoff, Bieter, Bandelin, Block.

## Po II wojnie światowej
W marcu 1945 r. miejscowość została zdobyta przez oddziały radzieckie. Obszar powiatu został znacznie zubożony o ludność niemiecką, wskutek zarządzonej uprzednio przez władze hitlerowskie ewakuacji. Teren powiatu został podzielony na 18 gmin zbiorowych i dwa miasta. Nazwy miejscowości i podział administracyjny ulegały wielokrotnym zmianom. Pomimo zajęcia trzech miasteczek (Płot, Gryfic, i Trzebiatowa) oraz opanowania większej części powiatu, walki na tym terenie trwały do zakończenia tzw. „operacji wschodniopomorskiej”, a więc jeszcze po zajęciu Kołobrzegu (18 marca 1945). W sytuacji frontowej, jaka kształtowała się w 1. dekadzie marca w tym rejonie, rozbite oddziały hitlerowskie bez przerwy dokonywały prób przebicia się w kierunku zachodnim. Między innymi w okolicy Niechorza i Mrzeżyna skoncentrowały się rozbite oddziały niemieckie 163 i 402 dywizji piechoty, dywizji „Barwalde”, 139 dywizji zmotoryzowanej dywizji pancernej „Holstein” i batalionu węgierskiego, a w Volkssturmu i w Rogowie znajdowało się lotnisko wodnosamolotów. Na nabrzeżu stały baterie armat przeciwlotniczych, liczące razem 8–10 tys. żołnierzy.
10 marca rozpoczęły się na terenie stacjonowania wymienionych jednostek zacięte walki. Grupa ta jeszcze 11 marca, a więc 5 dni po utracie Gryfic i większej części powiatu usiłowała przebić się w kierunku Dziwnowa. Jeden z przedzierających się oddziałów SS, zacierając za sobą ślady zamordował we Włodkowie siedmiu polskich robotników wywiezionych na przymusowe roboty.

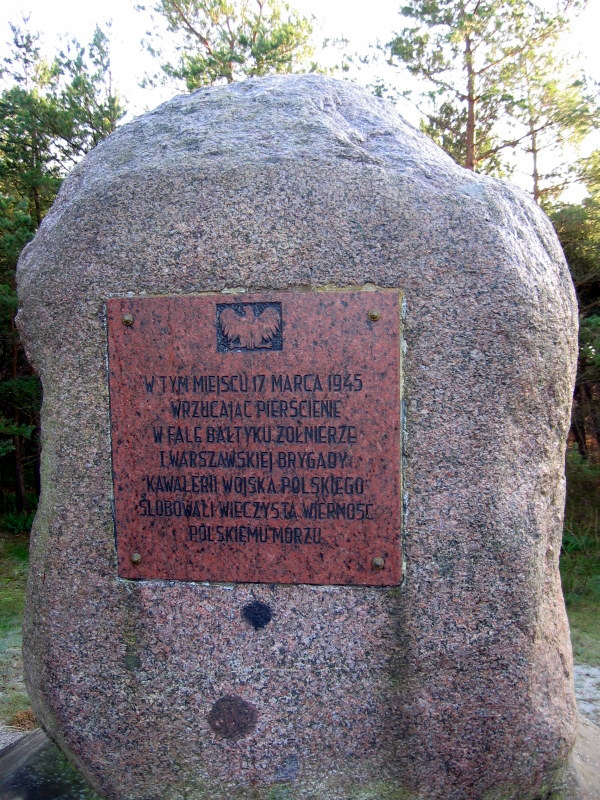
Pomnik zaślubin z morzem w Mrzeżynie

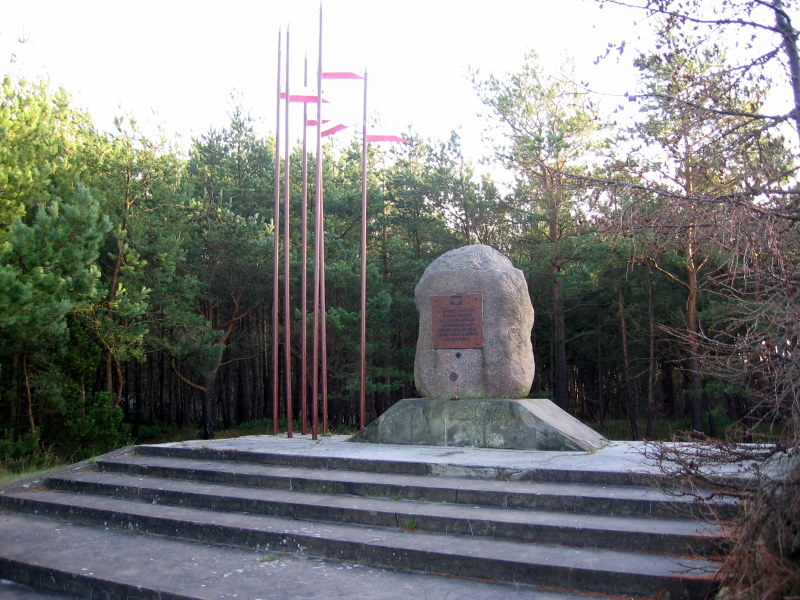
Miejsce ulokowania pomnika zaślubin

### Zaślubiny Polski z morzem
Od 10 marca 1945 kwaterował w Gryficach sztab I Armii Wojska Polskiego oraz II Dywizji Piechoty. 17 marca dowódca 1. Samodzielnej Warszawskiej Brygady Kawalerii z I Armii Wojska Polskiego rotmistrz mjr Stanisław Arkuszewski, wraz z delegacją kawalerzystów z 2 i 3 pułku ułanów, dokonał uroczystości Zaślubiny Polski z morzem. Po wygłoszeniu słów zaślubin, wjeżdżając konno w wody Morza Bałtyckiego, ułan kpr. Sochaczewski. Wrzucił pierścień i wypowiedział następujące słowa: „Morze przyrzekamy Ci wierność po wsze czasy”.

### Kolej wąskotorowa
Linia kolei wąskotorowej łącząca Trzebiatów Mokre z Mrzeżynem, początkowo nie była czynna. Z chwilą jej uruchomienia, kursy odbywały się regularnie (raz na dzień lub dwa). W 1961 r. linia wąskotorowa do Mrzeżyna została zamknięta, a później rozebrana. Pozostałościami po dawnej kolei jest wyremontowany budynek byłej stacji pomiędzy ulicą Torową a Trzebiatowską oraz stary nasyp torowy, po którym obecnie biegnie droga z bloków betonowych do Robów.

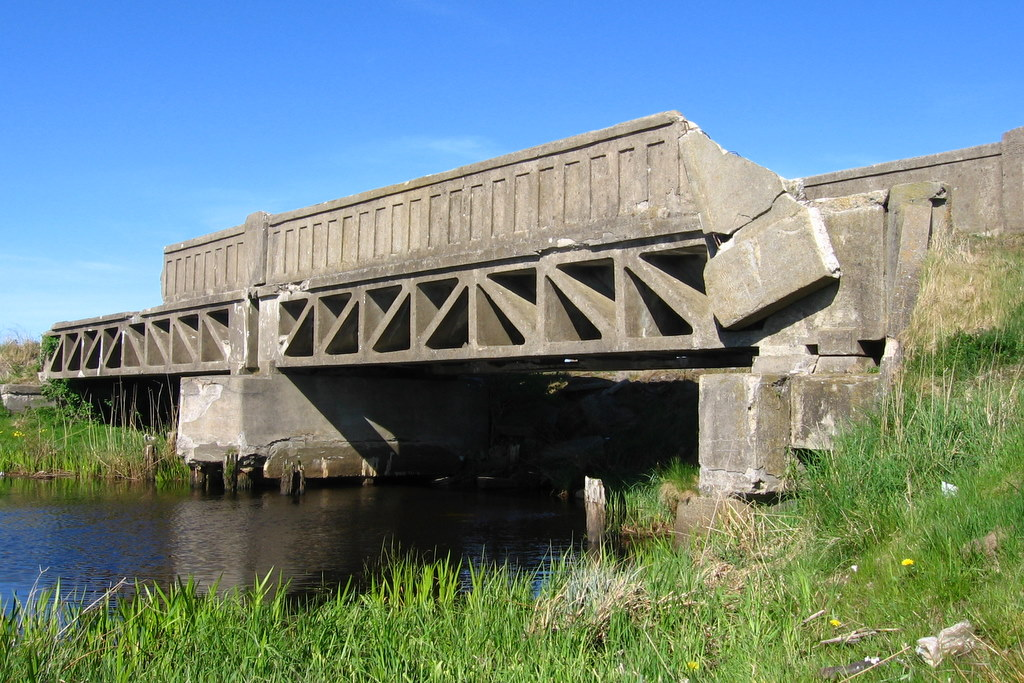
Poniemiecki most kolejowy w pobliżu Robów

### Osadnictwo
| 1939 | 1566 |
| 1945 | 854  |
| 1946 | 627  |
| 1947 | 112  |
| 1948 | 45   |
| 1949 | 0    |

Przez wiele miesięcy największym problemem mieszkańców Mrzeżyna i okolic było zaopatrzenie w podstawowe artykuły codziennego użytku. Powodem było zbytnie oddalenie od ośrodków miejskich. Środkiem płatniczym stał się spirytus gorzelniany, którym za pracę – wynagradzano nawet pracowników państwowych. Gospodarstwa przejmowane przez osadników były na ogół pozbawione inwentarza żywego i martwego. Mrzeżyno 7 maja 1939 r. miało 1566 mieszkańców, w lipcu 1945 r. pozostało 854 Niemców, co stanowiło 54% stanu sprzed wojny, a w 1949 r. nie było już ani jednego byłego mieszkańca Mrzeżyna. Pierwszym przybyłym do Mrzeżyna osadnikiem polskim był Czesław Kuliberda, z zawodu rybak. Oprócz rybaków przybywali ludzie różnych zawodów: rolnicy, piekarze, stolarze, fryzjerzy, rzeźnicy, czy kowale. W wyniku przeprowadzonych z pierwszymi osadnikami rozmów można w przybliżeniu ustalić stan osadnictwa w grudniu 1945. W Mrzeżynie, w grudniu 1946 r. było 4 rolników, 3 rybaków i 1 piekarz. Według pierwszego sumarycznego spisu powszechnego, z 14 lutego 1946 r. – w Mrzeżynie było 80 osadników. Od 1948 r. uwidocznił się stopniowy spadek napływu osadników, który w 1950 r. uległ zahamowaniu. Przyczyną tego stanu był fakt, że lepsze gospodarstwa rolne i budynki mieszkalne były już zajęte przez wcześniej przybyłych. Dopiero od 1956 roku napłynęła na tereny przyległe do Mrzeżyna druga fala osadników. Zniesiono wtedy utrudnienia swobodnego poruszania się na tych terenach, a nowa polityka gospodarcza stworzyła warunki dodatkowego zatrudnienia.
Liczba mieszkańców Mrzeżyna w 1965 r. kształtowała się poniżej stanu przedwojennego, co spowodowane było wcześniej wspomnianymi zjawiskami, zniszczeniami wojennymi, oraz tym, że spora część domów zajęta została przez różne instytucje wypoczynkowe.
| 1945 | 16  |
| 1946 | 80  |
| 1947 | 80  |
| 1948 | 79  |
| 1950 | 87  |
| 1956 | 112 |
| 1960 | 292 |
| 1965 | 480 |

Głównym źródłem utrzymania miejscowej ludności była praca w miejskich ośrodkach wczasowych i kolonijnych, handlu, usługach, rybołówstwie oraz w gospodarstwach rolnych, a także w zakładach gospodarki uspołecznionej. Do 1956 r. większość mieszkańców utrzymywała się z rolnictwa, od 1956 r. w związku z aktywizacją gospodarczą Wybrzeża na czołowe miejsca w gospodarce regionu wysunęły się wczasy i turystyka. Pełniejsze wykorzystanie funkcji Wybrzeża w zakresie turystyki i ruchu wczasowego wymagało odpowiednio rozwiniętego zaplecza gospodarczego w postaci sklepów spożywczych, wielobranżowych, warzywniczych, zakładów żywienia zbiorowego, kawiarń, piekarni oraz różnego rodzaju kiosków. Mrzeżyno, jak wszystkie inne większe wsie, rozpoczęło od skromnego sklepiku spożywczego i „Gospody”, prowadzonych przez osoby prywatne. W 1949 r. wszystkie placówki zostały przejęte przez Gminne Spółdzielnie Samopomocy Chłopskiej w Trzebiatowie i Gryficach. Sieć handlowa zaczęła rozwijać się dopiero w 1956 r.
Organizacją zaopatrzenia zajmowała się od 1961 r. Miejska Spółdzielnia Zaopatrzenia w Trzebiatowie. W 1964 r. Centrala Rybna postawiła w Mrzeżynie kiosk „Smażalnia ryb”.
Kolejnym ważnym działem gospodarki Wybrzeża na odcinku Niechorze – Mrzeżyno było rolnictwo i hodowla zwierząt. Zajmowało ono po wczasach i turystyce drugie miejsce, dając w 1965 r. podstawowe środki utrzymania dla 22% miejscowej ludności. We wszystkich miejscowościach występowały drobno-towarowe gospodarstwa, które były prywatną własnością tutejszych rolników. Istniejące gospodarstwa rolne w Mrzeżynie dysponowały dużą ilością łąk i pastwisk, przez co specjalizowały się w hodowli. Użytki rolne stanowiły tylko 11,3% wszystkich gruntów na tym obszarze. Początki produkcji rolniczej zbiegły się z początkiem zasiedlania gospodarstw przez osadników. Stosunkowo późne wprowadzenie się osadników do gospodarstw rolnych na Wybrzeżu przyczyniło się do tego, że pierwsze prace polowe rozpoczęto dopiero wiosną 1946 r. Obsiano wówczas zbożami jarymi i roślinami okopowymi 70,5 ha. Pozostała ziemia orna o obszarze 217 ha leżała odłogiem. Lata następne, w miarę umacniania się gospodarstw, przyniosły zasadniczą poprawę w kwestii użytkowania gruntów.

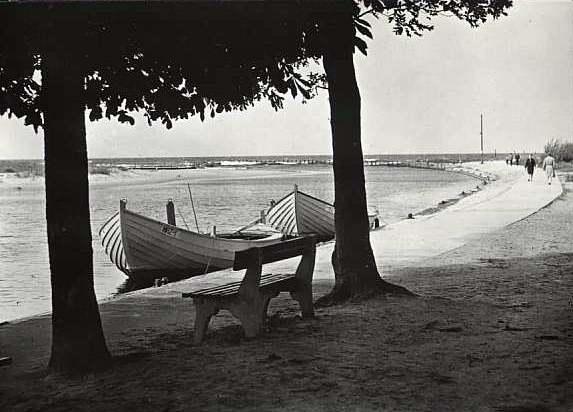
Promenada portowa w 1963

### Powojenne rybołówstwo
Rybołówstwo przybrzeżne na tym terenie ma swoją długą historię. Świadczą o tym zachowane nawet po II wojnie światowej w Mrzeżynie i Niechorzu stare chaty rybackie z XVIII w. Charakteryzuje je długa sień, dzieląca budynek na dwie połowy, w jednej z których rybacy przechowywali i naprawiali sprzęt rybacki. Dach był kryty trzciną, a okna małe. Od jesieni 1945 r. w Mrzeżynie rozpoczęli pierwsze połowy polscy rybacy. Wielu spośród nich po raz pierwszy zetknęło się z morzem. Rybacy swoje połowy zbywali prywatnie. Brakowało im sprzętu, gdyż istniejący zużywał się, a nowego jeszcze nie było. Zaczęli więc pojawiać się różnego rodzaju pośrednicy, wykorzystujący brak doświadczenia początkujących rybaków i chaos organizacyjny. Wyjście z tego etapu „żywiołowego rybołówstwa” zapoczątkowała pierwsza Narada Rybacka dla całego polskiego Wybrzeża, która odbyła się w dniach 27–29 września 1946 r. w Szczecinie. Od tej narady datuje się zorganizowany i planowy rozwój rybołówstwa. Zaczęły powstawać maszoperie, inaczej spółki lub spółdzielnie rybackie. W 1949 r. rybołówstwo przybrzeżne Mrzeżyna i Niechorza zostało podporządkowane Spółdzielni Rybackiej Belona z siedzibą w Dziwnowie. W 1958 r. rybacy z Mrzeżyna założyli własną spółdzielnię o nazwie Rega. Spółdzielnie te przetrwały do 1965 r. Mrzeżyno posiadało w okolicy silniejszą bazą rybacką niż na przykład Niechorze, z powodu obecności w Mrzeżynie naturalnego portu rybackiego, jak i jeziora Resko Przymorskie, położonego na wschód od miejscowości.
Uzyskany w 1965 r. dorobek gospodarczy wymagał ogromnego nakładu pracy. Przejawy osiągnięć gospodarczych widoczne były w każdej dziedzinie życia. Ludzie, którzy w 1945 i 1946 r. pisali o pomoc i zapomogi w różnej postaci, mogli już w 1965 r. pochwalić się wyższą stopą życiową od przeciętnej, przypadającej na 1. mieszkańca Polski.

### Wojsko na terenie Mrzeżyna

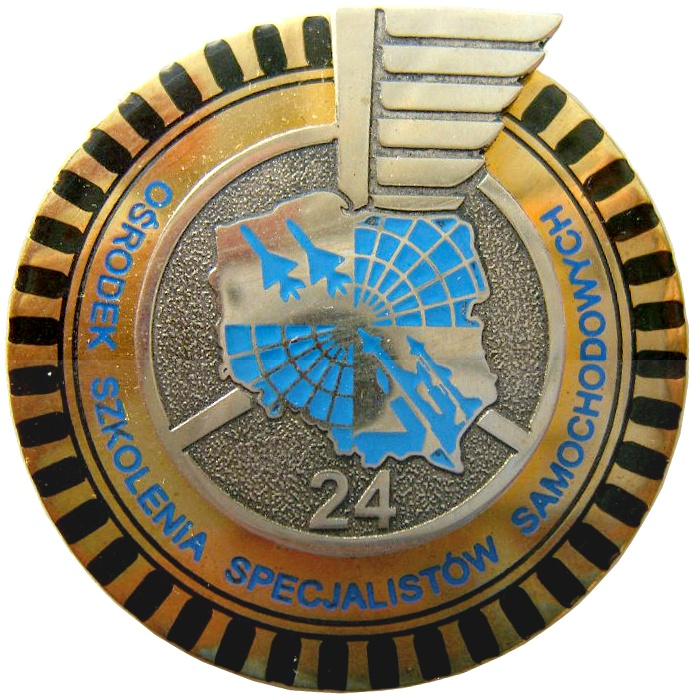
Medalion 24. OSSS

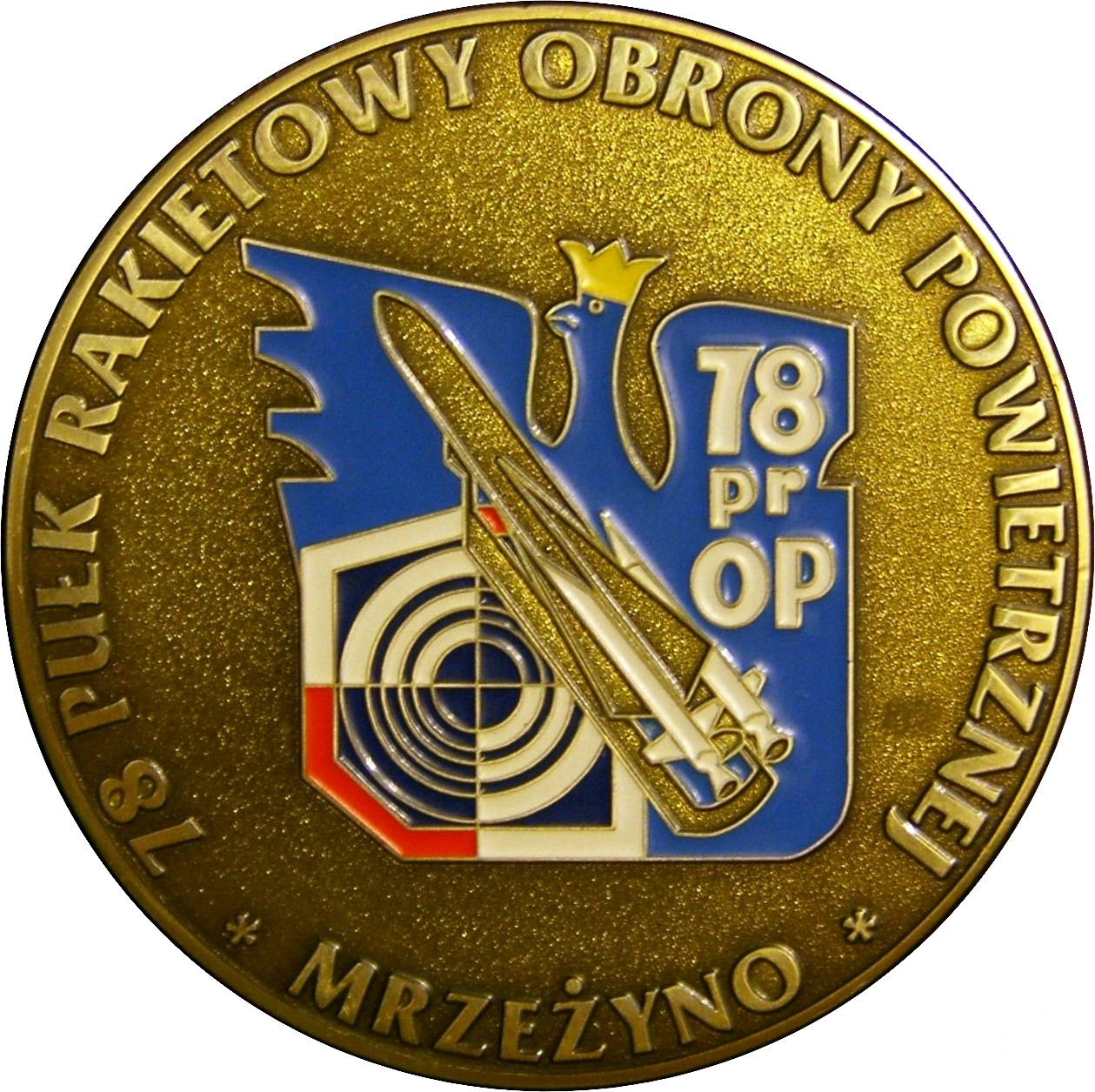
Medialion z pamiątki rocznicy nadania sztandaru dla 78. pr OP

Po II wojnie światowej, na zachodnim brzegu rzeki Regi oraz w poniemieckiej jednostce zamieszkiwali żołnierze radzieccy. Polska jednostka mieściła się między innymi w budynku domu zdrojowego (obecnie ośrodek Koral), która z czasem również przeniosła się na zachodnią stronę rzeki. W 1950 r. Mrzeżyno zostało uznane jako teren ściśle wojskowy na mocy rozporządzenia ówczesnego Ministerstwa Obrony Narodowej. Zawieszono więc działalność kąpieliska, a osoby postronne nie mogły przebywać w strefie miejscowości. Stan taki trwał przez siedem lat. Szlaban i jednostka patrolowa znajdowały się wtedy na skrzyżowaniu przed mostem. Oprócz jednostek radzieckich stacjonowały tu jednostka armii czeskiej, jednostka Wojsk Ochrony Pogranicza, a także 81. Bateria Artylerii Przeciwlotniczej i 83. Bateria Artylerii Przeciwlotniczej. Później po lewej stronie Regi znajdował się również poligon przeciwlotniczy, gdzie odbywały się strzelania z armat przeciwlotniczych. W 1960 r. na terenach Mrzeżyna powstała jednostka 1066 (24. Ośrodek Szkolenia Specjalistów Samochodowych szkolący elektromechaników i kierowców KrAZ-ów), którą rozwiązano przed założeniem obecnej jednostki w 1985 r. – 24. Szkolny Batalion Kierowców Samochodowych
W 1985 r. (choć oficjalnie początek jest liczony od 3 września 1986 r.) powstał w Mrzeżynie 78 Pułk Artylerii Obrony Powietrznej Kraju, w 1991 r. przemianowany na 78 Pułk Rakietowy Obrony Powietrznej. Od lat 70. stacjonował tam także 41. dywizjon rakietowy Obrony Powietrznej. W tym samym kompleksie stacjonował także WOP. Z przerwami funkcjonował tu też Wojskowy Dom Wypoczynkowy. Jednostka wojskowa 3346 jest do dziś głównym gospodarzem terenów wojskowych. Ostatni czerwonoarmiści wyjechali z Mrzeżyna w 1989 r. (pomagali założyć i szkolić nowo powstałą jednostkę).
Od II wojny światowej wygląd koszar zbytnio się nie zmienił, dobudowano tylko koszary dla już nieistniejącej jednostki WOP (obecnie niszczejące), zniszczeniu uległy jednak budynki na terenie osiedla (m.in. kasyno i kino), których zniszczenie, a raczej zdewastowanie przypisuje się głównie żołnierzom radzieckim; należy zaznaczyć, że rozbierali je polscy żołnierze. Po wojnie większość mieszkańców dwukrotnie przesiedlano (z lewej strony) – głównie w latach 1945–1949, 1950-1958. Większość kadry z jednostki 1066 uzyskała możliwość przeniesienia się do innych garnizonów podczas powstawania jednostki wojskowej nr 3346 w 1986 roku
Jeszcze do tej pory w lasach można natknąć się na wiele pozostałości budowlanych, których ówczesne przeznaczenie nie jest dziś znane. Tereny te charakteryzują się natomiast bogactwem roślinności.

### Lata 90. XX wieku

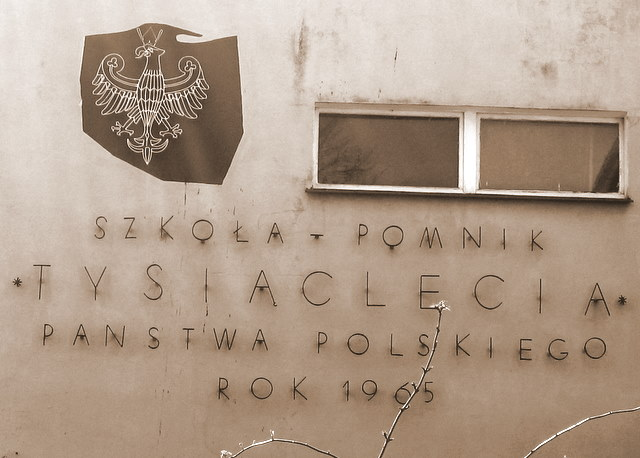
Napis na Szkole Tysiąclecia

Do lat 90. XX w. dzieci z Mrzeżyna uczyły się w dwóch budynkach. Klasy 0 – III uczyły się na ulicy Trzebiatowskiej, naprzeciwko budynku OSP. Okresowo – dzieci chodzące do zerówki, odbywały zajęcia na plebanii. Klasy IV – VIII chodziły do budynku na ulicy 1000-lecia 32. Pierwszy budynek szkolny powstał w 1965 r. z okazji 1000-lecia Państwa Polskiego i była to tzw. Tysiąclatka. Szkoła Pomnik im. 1000-lecia Państwa Polskiego pozostała niemal nienaruszona od tamtych czasów do końca XX w., kiedy to zaczęto budować nową szkołę przy starym budynku. Nowy budynek wraz ze starym wyremontowanym, stanowią Zespół Szkół z Oddziałami Integracyjnymi im. Kawalerów Orderu Uśmiechu.
Do lat 90. osiedle domków na ulicach Bursztynowej, Spokojnej oraz Wypoczynkowej należała do odległej 2 km miejscowości Rogowo. Było to związane z istnieniem wspólnoty osiedla w Rogowie przy dawnej jednostce wojskowej (JW 2366) w Rogowie oraz faktem, iż po wojnie między osiedlem a centrum Mrzeżyna nie było jeszcze ośrodków wypoczynkowych, a jedynie las i obszar osiedla stanowił kolonię. Adres tego osiedla zapisywało się jako „II. Kolonia Oficerska, Rogowo” – mimo iż znajdowało się bliżej Mrzeżyna. Przed wojną było to osiedle dla inżynierów, pracowników i oficerów niemieckiej jednostki wojskowej w Rogowie.
1 września 1999 r. założono Publiczne Gimnazjum w Mrzeżynie.

## XXI wiek
3 czerwca 2000 r. zdjęto bramę na moście rzeki, udostępniając osobom postronnym tereny znajdujące się po zachodniej stronie Regi, z wyjątkiem ogrodzonych terenów wojskowych. Zachodnia część Mrzeżyna wraz z wojskowym osiedlem mieszkaniowym była do tego czasu niedostępna. Ze względu na istnienie 75 Pułku Artylerii Przeciwlotniczej w Rogowie od wschodu i w Mrzeżynie od zachodu, do końca 1998 r. dojazd do Mrzeżyna był możliwy tylko od strony Trzebiatowa drogą wojewódzką nr 109 (wtedy nosiła nr 104).
Lewobrzeżna część Mrzeżyna do 2000 r. należała do wojska, a obszar ten nie był w pełni administrowany przez władze gminy Trzebiatów.
23 kwietnia 2002 r. jednostka OSP Mrzeżyno została włączona do krajowego systemu ratowniczo-gaśniczego.
28 czerwca 2002 r. Rada Miejska w Trzebiatowie po przeprowadzeniu konsultacji z mieszkańcami utworzyła jednostkę pomocniczą gminy – osiedle „Za Regą”.
19 maja 2006 szkole podstawowej oraz publicznemu gimnazjum, wchodzącym w skład Zespołu Szkół z Oddziałami Integracyjnymi w Mrzeżynie nadano się imię Kawalerów Orderu Uśmiechu.
3 maja 2007 Ochotnicza Straż Pożarna w Mrzeżynie otrzymała własny sztandar.

## Kalendarium
1945, 17 marcaZaślubiny Polski z morzem w Mrzeżynie
1986, 30 wrześniaZakończenie formowania 78. Pułku OPK – Święto Pułku
2007, 3 majaRemiza OSP w Mrzeżynie otrzymuje swój sztandar